# 西希默蘭市鎮
西希默蘭市鎮（丹麥語：Vesthimmerlands kommune）是丹麥的一個市鎮，位於日德蘭半島北部的希默蘭半島西部，西臨勞恩斯灣、里斯高勒灣，北臨利姆灣、尼伯灣。屬北日德蘭大區。面積771.8平方公里，2009年人口38,495人。首府奧斯。  
2007年1月1日由原奧斯市鎮和法瑟、奧勒斯楚普、勒格斯特三個市鎮合併而成。